# Терентюк Олександр Миколайович
Терентюк Олександр Миколайович (17 квітня 1957, с. Гуменники) — український політик. Секретаріат НДП, фінансовий директор; помічник-консультант народного депутата України В.Пустовойтенка, член Політради НДП.

## Життєпис
Народився 17 квітня 1957 року у с. Гуменники, Коростишівський район, Житомирської області. Закінчив КНУ ім. Шевченка.
Народний депутат України 3 скликання (03-11.1998) від НДП, №13 в списку. На час виборів: генеральний директор творчо-виробничого центру «Олеся», член НДП.
07-11.1998 — член Комітету з питань промислової політики, член фракції НДП, ВР України (склав депутатські повноваження в зв'язку з переходом на державну службу в виконавчі структури).
Працював інженером Казалинського ШЕД-372 Кзил-Ординської обласної дільниці (Казахстан), майстром ЖЕК № 3 (м. Житомир), генеральним директором творчо-виробничого центру «Олеся». 11.1998-11.2001 — заступник голови з питань організаційно-кадрової роботи — керівник апарату, Житомирської облдержадміністрації; завідувач відділу контролю, Апарат ВР України.
Державний службовець 4-го рангу (01.1999).

## Родина
- Дружина — Лілія Леонідівна, юрист;
- сини —  Богдан, Іван, Олександр;
- донька Світлана.